# 多賀村 (静岡県)
多賀村（たがむら）は静岡県の東部、賀茂郡・田方郡に属していた村である。現在の熱海市南部にあたる。

## 地理
- 岬：赤根崎
- 峠：山伏峠

## 歴史
- 1889年（明治22年）4月1日 - 町村制の施行により、上多賀村、下多賀村が合併して賀茂郡多賀村が発足。
- 1896年（明治29年）4月1日 - 郡制の施行により、所属郡が田方郡に変更。
- 1937年（昭和12年）4月10日 - 熱海町と合併して熱海市が発足。同日多賀村廃止。

## 経済

### 産業
農業
『大日本篤農家名鑑』によれば、多賀村の篤農家は「西島弘、相磯重美、小松爲作、倉田直平、相磯和四郎、山田要之助、稲田市郎兵衛、小松常吉」などがいた。

## 交通

### 鉄道路線
- 鉄道省
  - 伊東線
    - 伊豆多賀駅 - 網代駅